# Бучельников, Дмитрий Владимирович
Дмитрий Владимирович Бучельников (род. 6 сентября 2003, Нижний Тагил, Свердловская область) — российский хоккеист, нападающий. Мастер спорта России (2021).

## Биография
Отец Владимир Бучельников — бывший хоккейный вратарь и тренер вратарей в клубе «Академия СКА-Юниор». В 1990—2008 годах играл в низших лигах, бо́льшую часть карьеры провёл в нижнетагильском «Спутнике». Затем — тренер вратарей, работал в командах ВХЛ, с 2020 года — в Санкт-Петербурге («Спартак», «СКА-Варяги»).
Дмитрий Бучельников воспитанник тюменского «Газовика». Занимался в школах ханты-манскийской «Югры» и челябинского «Трактора». С сезона 2019/20 — в системе петербургского СКА. В МХЛ играл за команды «СКА-Варяги» и «СКА-1946». Обладатель Кубка Харламова в составе «СКА-1946» (2021/22). 3 сентября 2022 года в первом матче сезона дебютировал в КХЛ. 4 октября 2023 года был отдан в аренду до конца сезона в «Адмирал». 18 июня 2024 года был обменян из СКА в «Витязь». В новом клубе стал выступать в тройке с Дереком Бараком и Иваном Чеховичем. 4 сентября 2024 года в первом матче за «Витязь» в КХЛ набрал 2 очка (1+1) в игре против «Адмирала» (2:3). 24 сентября набрал 3 очка (0+3) в игре против «Адмирала» (3:6). Бучельников впервые в карьере набрал более 2 очков за матч КХЛ. 11 июня 2025 года был обменян в ЦСКА на денежную компенсацию.
Специалистами по манере игры сравнивается с Артемием Панариным и Никитой Кучеровым.
Серебряный призёр юниорского чемпионата мира (2021).